# The 1975
The 1975 són una banda de pop-rock anglesa formada l'any 2002 a Wilmslow (Cheshire). La banda està formada per quatre integrants: el vocalista i guitarrista secundari Matthew Healy, el guitarrista principal Adam Hann, el baixista Ross MacDonald i, per acabar, el bateria George Daniel. Fins al moment, el grup ha publicat quatre EP i cinc àlbums d'estudi: The 1975, I Like It When You Sleep, You Are So Beautiful yet So Unaware of It, A brief Inquiry Into Online Relationships Notes on a Conditional Form i Being Funny in a Foreign Language.

## Història

### 2002 - 2011: Formació de la banda
La seva primera aparició pública com a banda va ser en la seva adolescència, en un acte a l'institut Wilmslow High School. Des d'aleshores, van començar a fer versions de cançons punk i tocar a locals per gent de totes les edats fins que, al cap d'un temps, van començar a crear el seu propi material. Originalment, Healy era el bateria del grup, però es va incorporar com a vocalista quan l'anterior va marxar a un altre grup. Després d'això es va afegir l'últim integrant, George Daniel, l'actual bateria. Més tard, la banda va aconseguir un contracte amb Dirty Hit i Polydor Records.

### 2012 - 2014: Primers anys i debut
Van poder treballar en diversos singles durant l'enregistrament del primer àlbum amb Mike Crossey; el primer d'aquests, "Facedown", va sortir l’agost de 2012. Va ser així com gradualment van aconseguir un gran èxit, sobretot al Regne Unit, gràcies al seu distintiu art. El 2 de setembre de 2013 van publicar el seu primer àlbum, anomenat The 1975, amb cançons com "Sex", "Chocolate" i "Robbers". Amb aquest primer disc van assolir el número u al Regne Unit i van entrar al Top 30 de Billboard 200, acostant-los per primera vegada al reconeixement internacional.
El seu debut homònim, The 1975, va ser llançat el 2 de setembre de 2013, co-produït per Mike Crossey, conegut pel seu treball amb Arctic Monkeys i Foals. The 1975 van fer concerts fins i tot abans del debut del seu àlbum de llarga durada, tal com va recordar Healy en una entrevista amb Larry Heath de The AU Review. El senzill principal va ser "Sex", publicat el 26 d'agost de 2013. La cançó es va estrenar al programa BBC Radio 1 de Zane Lowe el 8 de juliol de 2013, i un vídeo musical es va estrenar a YouTube el 26 de juliol. The 1975 va debutar en el número 1 de la UK Albums Chart.
A l'abril de 2014, la banda va actuar per primera vegada en l'important festival de música nord-americà: Coachella.

### 2015 - 2017:I Like It When You Sleep, for You Are So Beautiful yet So Unaware of It
No va ser fins al febrer del 2016, tres anys més tard, quan van publicar el seu segon àlbum, I Like It When You Sleep, You Are So Beautiful yet So Unaware of It, amb el que també van col·locar-se primers al Regne Unit i, per primera vegada, als Estats Units. Amb aquest disc van guanyar-se diverses nominacions com a millor àlbum o grup de l'any: a un BRIT al 2016, una nominació als Premis Grammy del 2017, a un Mercury Prize i un NME Award. També va ser nomenat millor àlbum de l'any per la revista Rolling Stone. El llançament de I Like It When You Sleep, You Are So Beautiful yet So Unaware of It va suposar un canvi en l'estètica del grup, que van fer un començament de zero a les xarxes socials. Amb aquest nou estil, van fer una gira pel Regne Unit, Europa i Amèrica del nord.

### 2017 - 2019:A Brief Inquiry into Online Relationships
El tercer disc de The 1975, A Brief Inquiry Into Online Relationships, va sortir l'any 2018. Originàriament, el grup tenia pensat anomenar-lo Music For Cars, com a referència pel seu tercer EP. No obstant això, aquest projecte va anar evolucionant i va canviar de direcció. El seu mànager va explicar-ho dient que el disc s'havia convertit "en una idea molt més gran". Va ser número u als Estats Units i número quatre a Amèrica, convertint-se així en el seu segon àlbum en aconseguir fer-se lloc entre els cinc primers dels dos països mencionats anteriorment. A brief Inquiry Into Online Relationships va guanyar el premi "Àlbum britànic de l'any" als Premis Brit del 2019. La banda va començar una gira mundial el gener de 2019.

### 2019 - 2021:Notes on a Conditional Form
El 22 de maig de 2020 llancen Notes on a Conditional Form. Aquest disc va comptar amb 7 senzills, "People", "Frail State of Mind", "Me & You Together Song", "The Birthday Party", "Jesus Christ 2005 God Bless America" (amb la participació de la cantant Phoebe Bridgers), "f You're Too Shy (Let Me Know)" i "Guys".

### 2021 - Actualitat:Being Funny in a Foreign Language
El 14 de febrer de 2022, la banda va desactivar els seus principals comptes de xarxes socials, insinuant nou material i a finals de juny de 2022, es va presentar el primer senzill de l'àlbum, "Part of the Band", Being Funny in a Foreign Language. Les postals enviades als fanàtics van revelar la llista de cançons de l'àlbum, mentre que els cartells de Healy a Londres van promocionar el senzill. La lletra de "Part of the Band" va ser publicada per Healy a Instagram. La cançó va ser llançada el 7 de juliol de 2022. Els següents senzills publicats per la banda van ser "Happiness", "I'm In Love With You" i "All I Need To Hear", abans del llançament de l'àlbum complet el 14 d'octubre de 2022.

## Discografia

### Àlbums d'estudi
| Títol                                                                   | Data                   | Posició en el chart |
| ----------------------------------------------------------------------- | ---------------------- | ------------------- |
| The 1975                                                                | 2 de setembre de 2013  | #64 (UK)            |
| I Like It When You Sleep, for You Are So Beautiful Yet So Unaware of It | 26 de febrer de 2016   | #25 (UK)            |
| A Brief Inquiry into Online Relationships                               | 30 de novembre de 2018 | #85 (UK)            |
| Notes on a Conditional Form                                             | 22 de maig de 2020     | #62 (UK)            |
| Being Funny in a Foreign Language                                       | 14 d'octubre de 2022   | Encara per publicar |

### Àlbums en viu
DH00278 (Live From The O2,London)

### EPs
| Títol          | Data                   |
| -------------- | ---------------------- |
| Facedown       | 6 d'agost de 2012      |
| Sex            | 19 de novembre de 2012 |
| Music for Cars | 4 de març de 2013      |
| IV             | 20 de maig de 2013     |

## Nom del grup
El nom de la banda el va proposar el vocalista Matthew Healy després d'haver vist la data de publicació d'un llibre de poesia que tenia davant, l'1 de juny del 1975. Algunes de les altres propostes i noms amb els que s'havien presentat alguna vegada van ser Talkhouse, Forever Enjoying Sex, Me And You Versus Them, The Slowdown, Bigsleep, i Drive Like I Do.

## Integrants
- Matthew Healy – veu principal, guitarra rítmica i acústica, teclats

- Adam Hann – guitarra solista, teclats, cors

- Ross MacDonald – baix, teclats, cors

- George Daniel – bateria, percussió, teclats, cors

#### Músics de gira actuals
- John Waugh – saxòfon, teclats, cors (2013 - present)
- Jamie Squire – teclats, guitarra rítmica, cors (2015 - present)
- Polly Money – guitarra rítmica, teclats, cors (2022 - present)
- Rebekah Rayner – percussió (2022 - present)

#### Antics músics de gira
- Taitlyn Jaiy – cors, ball (2018 - 2020)
- Kaylee Jaiy – cors, ball (2018 - 2020)